# Hòa Thành, Đông Hòa
Hòa Thành là một xã cũ thuộc thị xã Đông Hòa, tỉnh Phú Yên, Việt Nam.

## Địa lý
Xã Hòa Thành nằm ở phía tây bắc thị xã Đông Hòa, có vị trí địa lý:
- Phía đông giáp thành phố Tuy Hòa
- Phía tây giáp huyện Tây Hòa
- Phía nam giáp xã Hòa Tân Đông
- Phía bắc giáp huyện Phú Hòa.

Xã Hòa Thành có diện tích 15,96 km², dân số năm 1999 là 15.346 người, mật độ dân số đạt 962 người/km².

## Hành chính
Xã Hòa Thành được chia thành 6 thôn: Lộc Đông, Phú Lễ, Phước Bình Bắc, Phước Bình Nam, Phước Lộc 1, Phước Lộc 2

## Lịch sử
Trước đây, Hòa Thành là một xã thuộc huyện Tuy Hòa.
Ngày 16 tháng 5 năm 2005, huyện Tuy Hòa chia tách thành hai huyện Đông Hòa và Tây Hòa. Xã Hòa Thành thuộc huyện Đông Hòa.
Ngày 1 tháng 6 năm 2020, thành lập thị xã Đông Hòa trên cơ sở toàn bộ diện tích và dân số của huyện Đông Hòa. Xã Hòa Thành thuộc thị xã Đông Hòa như hiện nay.